# 戸田氏良
戸田 氏良（とだ うじよし）は、美濃大垣新田藩（三河畑村藩）の第8代藩主。のち美濃野村藩主。大垣藩戸田家分家8代。

## 生涯
天保10年（1839年）5月28日、美濃大垣藩の第9代藩主・戸田氏正の次男として生まれる。大垣新田藩の第7代藩主・戸田氏綏の養子となり、安政2年（1855年）5月21日、氏綏の死去により家督を継いだ。同年6月1日、将軍徳川家定に拝謁する。同年12月16日、従五位下、淡路守に叙位・任官される。
慶応4年（1868年）3月19日、上洛し、恭順の姿勢を示した。戊辰戦争では新政府に従い、北越戦争に出兵した。明治2年（1869年）6月2日、新政府から軍功として2000両を賜った。
しかし、大垣新田藩は特定の領地を持たない新田藩の形態を取り、なおかつ藩の運営を本家に任せていたため、実態のない藩として、明治2年（1869年）の版籍奉還で藩主氏良は藩知事に任命されなかった。
それに対し、大垣藩主戸田氏共は蔵米3000石に代わり、美濃国内に領地3000石を分割した。それにともない、明治2年5月27日、陣屋を三河渥美郡畑ヶ村から美濃大野郡野村に移し、名称を大垣新田藩から野村藩に改めた。さらに、7月までに藩士を移住させるなどして、城下町としての整備を行った。こうしたことを受けて、10月23日、明治政府は氏良を野村藩知事に任命した。
明治4年（1871年）7月の廃藩置県で免職となる。同年9月、東京に移住する。1884年（明治17年）7月8日、子爵を叙爵した。明治25年（1892年）3月16日に死去した。享年54。
短歌に優れた歌人でもあり、「明治勅題歌集」54巻や「増補勅題歌集」47巻に氏良の歌が収録されている。

## 家族
父母
- 戸田氏正（実父）
- 戸田氏綏（養父）

妻
- 丹羽長富の娘（正妻）
- 万寿子（後妻） - 平野長発の娘

側室
- 岡野氏

子女
- 戸田鈴子 - 戸田氏懿の妻、生母は岡野氏
- 銓子 - 池田政保の後妻、生母は岡野氏

養子
- 戸田氏懿 - 戸田光則の三男